# Basketbal op de Goodwill Games 1990
Basketbal is een van de sporten die beoefend werden tijdens de Goodwill Games 1990 in Seattle.

## Mannen

### Voorronde

#### Groep A
| Datum   | Land        | Score  | Land        |
| ------- | ----------- | ------ | ----------- |
| 23 juli | Brazilië    | 114-89 | Spanje      |
| 23 juli | Joegoslavië | 93-77  | Australië   |
| 24 juli | Spanje      | 78-71  | Australië   |
| 24 juli | Brazilië    | 95-85  | Joegoslavië |
| 25 juli | Brazilië    | 101-94 | Australië   |
| 25 juli | Joegoslavië | 81-67  | Spanje      |

| Groep A |             |             |             |             |            |            |            |        |
| #       | Land        | Wedstrijden | Wedstrijden | Wedstrijden | Doelpunten | Doelpunten | Doelpunten | Punten |
| #       | Land        | G           | W           | V           | V          | T          | Saldo      | Punten |
| 1       | Brazilië    | 3           | 3           | 0           | 310        | 268        | 42         | 6      |
| 2       | Joegoslavië | 3           | 2           | 1           | 259        | 239        | 30         | 5      |
| 3       | Spanje      | 3           | 1           | 2           | 234        | 266        | −32        | 4      |
| 4       | Australië   | 3           | 0           | 3           | 242        | 272        | −30        | 3      |

#### Groep B
| Datum   | Land             | Score  | Land             |
| ------- | ---------------- | ------ | ---------------- |
| 23 juli | Sovjet-Unie      | 88-85  | Italië           |
| 23 juli | Verenigde Staten | 100-94 | Puerto Rico      |
| 24 juli | Sovjet-Unie      | 92-85  | Verenigde Staten |
| 24 juli | Italië           | 117-97 | Puerto Rico      |
| 25 juli | Puerto Rico      | 99-84  | Sovjet-Unie      |
| 25 juli | Verenigde Staten | 113-76 | Italië           |

| Groep B |                  |             |             |             |            |            |            |        |
| #       | Land             | Wedstrijden | Wedstrijden | Wedstrijden | Doelpunten | Doelpunten | Doelpunten | Punten |
| #       | Land             | G           | W           | V           | V          | T          | Saldo      | Punten |
| 1       | Sovjet-Unie      | 3           | 2           | 1           | 264        | 269        | −5         | 5      |
| 2       | Verenigde Staten | 3           | 2           | 1           | 298        | 262        | 36         | 5      |
| 3       | Italië           | 3           | 1           | 2           | 278        | 298        | −20        | 4      |
| 4       | Puerto Rico      | 3           | 1           | 2           | 290        | 301        | −11        | 4      |

### Plaatsingsronde

#### 5e t/m 8e plaats
| Datum   | Land        | Score  | Land   |
| ------- | ----------- | ------ | ------ |
| 28 juli | Puerto Rico | 75-74  | Spanje |
| 28 juli | Australië   | 106-78 | Italië |

#### 7e en 8e plaats
| Datum   | Land   | Score  | Land   |
| ------- | ------ | ------ | ------ |
| 30 juli | Italië | 105-96 | Spanje |

#### 5e en 6e plaats
| Datum   | Land      | Score  | Land        |
| ------- | --------- | ------ | ----------- |
| 30 juli | Australië | 116-92 | Puerto Rico |

### Halve finales
| Datum   | Land             | Score  | Land        |
| ------- | ---------------- | ------ | ----------- |
| 28 juli | Verenigde Staten | 112-95 | Brazilië    |
| 28 juli | Joegoslavië      | 84-78  | Sovjet-Unie |

### Bronzen finale
| Datum   | Land        | Score   | Land     |
| ------- | ----------- | ------- | -------- |
| 30 juli | Sovjet-Unie | 109-103 | Brazilië |

### Finale
| Datum   | Land        | Score | Land             |
| ------- | ----------- | ----- | ---------------- |
| 30 juli | Joegoslavië | 85-79 | Verenigde Staten |

### Eindrangschikking
| Goud | Zilver | Brons | 4 |
| Joegoslavië Luka Pavicević Zoran Cutura Zarko Paspalj Zeljko Obradović Zoran Jovanović Dino Rađa Sabahudin Bilalović Velimir Perasović Toni Kukoč Yurij Zdovc Radisav Curcić Arijan Komazec Zoran Savić | Verenigde Staten Robert Hurley Lee Mayberry Chris Smith Todd Day Billy Owens Mark Randall Christian Laettner Kenny Anderson Henry Williams Bryant Stith Chris Gatling Alonzo Mourning Doug Smith Clarence Weatherspoon | Sovjet-Unie Gundars Vētra Viktor Berezjnyj Andrej Lopatov Joeri Zjoekanenko Dmitri Soecharev Valeri Koroljov Sergej Bazarevitsj Oleg Melesjtsjenko Valeri Tichonenko Andrij Podkovyrov Jevhen Moerzin Ihor Pintsjoek                          | Brazilië Fernando Minuci Gerson Victalino Rolando Junior Maury Souza Felipe Azevedo Oscar Schmidt Jorge Guerra João José Vianna Ricardo Guimaraes Marcel Souza Aristides Josuel dos Santos Israel Andrade                         |
| 5 | 6 | 7 | 8 |
| Australië John Dorge Phil Smyth Damian Keogh Andrew Gaze Mark Bradtke Andrew Vlahov Mike McKay Larry Sengstock David Graham Tim Morrussey Luc Longley Ray Borner                                        | Puerto Rico José Ortiz Raymond Gausse Jerome Mincy Angel Cruz Pablo Alicea Orlando Marrero Dean Borges Edwin Pellot Jimmy Carter Ramón Rivas Edgar De León Oscar Santiago                                              | Italië Riccardo Pittis Alberto Vianini Vincenzo Esposito Sandro Del Angello Roberto Brunamenti Antonello Riva Ario Costa Alberto Rossini Andrea Niccolai Davide Pessina Giuseppe Bosa Francesco Vescovi Riccardo Morandotti Davide Cantarello | Spanje Francisco Zapata Silvano Bustos Jose Arcega Rafael Jofresa Fernando Romay Alberto Herreros Ferran Martinez Rafael Vecina Manuel Aller Jordi Villacampa Jose Antunez Andres Jimenez Jose Montero Manel Bosch Enrique Andreu |

## Vrouwen

### Voorronde

#### Groep A
| Datum      | Land              | Score | Land              |
| ---------- | ----------------- | ----- | ----------------- |
| 1 augustus | Brazilië          | 78-75 | Canada            |
| 1 augustus | Bulgarije         | 64-54 | Tsjecho-Slowakije |
| 2 augustus | Brazilië          | 95-72 | Tsjecho-Slowakije |
| 2 augustus | Bulgarije         | 85-66 | Canada            |
| 3 augustus | Tsjecho-Slowakije | 79-76 | Canada            |
| 3 augustus | Brazilië          | 85-79 | Bulgarije         |

| Groep A |                   |             |             |             |            |            |            |        |
| #       | Land              | Wedstrijden | Wedstrijden | Wedstrijden | Doelpunten | Doelpunten | Doelpunten | Punten |
| #       | Land              | G           | W           | V           | V          | T          | Saldo      | Punten |
| 1       | Brazilië          | 3           | 3           | 0           | 258        | 226        | 32         | 6      |
| 2       | Bulgarije         | 3           | 2           | 1           | 228        | 205        | 23         | 5      |
| 3       | Tsjecho-Slowakije | 3           | 1           | 2           | 205        | 235        | −30        | 4      |
| 4       | Canada            | 3           | 0           | 3           | 217        | 242        | −25        | 3      |

#### Groep B
| Datum      | Land             | Score  | Land        |
| ---------- | ---------------- | ------ | ----------- |
| 1 augustus | Verenigde Staten | 94-70  | Zuid-Korea  |
| 1 augustus | Sovjet-Unie      | 72-60  | Australië   |
| 2 augustus | Verenigde Staten | 86-78  | Sovjet-Unie |
| 2 augustus | Zuid-Korea       | 75-65  | Australië   |
| 3 augustus | Sovjet-Unie      | 79-77  | Zuid-Korea  |
| 3 augustus | Verenigde Staten | 103-80 | Australië   |

| Groep B |                  |             |             |             |            |            |            |        |
| #       | Land             | Wedstrijden | Wedstrijden | Wedstrijden | Doelpunten | Doelpunten | Doelpunten | Punten |
| #       | Land             | G           | W           | V           | V          | T          | Saldo      | Punten |
| 1       | Verenigde Staten | 3           | 3           | 0           | 283        | 228        | 55         | 6      |
| 2       | Sovjet-Unie      | 3           | 2           | 1           | 229        | 223        | 6          | 5      |
| 3       | Zuid-Korea       | 3           | 1           | 2           | 222        | 238        | −16        | 4      |
| 4       | Australië        | 3           | 0           | 3           | 205        | 250        | −45        | 3      |

### Plaatsingsronde

#### 5e t/m 8e plaats
| Datum      | Land       | Score | Land              |
| ---------- | ---------- | ----- | ----------------- |
| 5 augustus | Zuid-Korea | 80-60 | Canada            |
| 5 augustus | Australië  | 65-64 | Tsjecho-Slowakije |

#### 7e en 8e plaats
| Datum      | Land   | Score | Land              |
| ---------- | ------ | ----- | ----------------- |
| 6 augustus | Canada | 72-66 | Tsjecho-Slowakije |

#### 5e en 6e plaats
| Datum      | Land      | Score | Land       |
| ---------- | --------- | ----- | ---------- |
| 6 augustus | Australië | 79-69 | Zuid-Korea |

### Halve finales
| Datum      | Land             | Score  | Land      |
| ---------- | ---------------- | ------ | --------- |
| 5 augustus | Verenigde Staten | 106-67 | Bulgarije |
| 5 augustus | Sovjet-Unie      | 94-87  | Brazilië  |

### Bronzen finale
| Datum      | Land      | Score | Land     |
| ---------- | --------- | ----- | -------- |
| 6 augustus | Bulgarije | 83-73 | Brazilië |

### Finale
| Datum      | Land             | Score | Land        |
| ---------- | ---------------- | ----- | ----------- |
| 7 augustus | Verenigde Staten | 82-70 | Sovjet-Unie |

### Eindrangschikking
| Goud | Zilver | Brons | 4 |
| Verenigde Staten Teresa Edwards Lynette Woodard Jennifer Azzi Vicky Bullett Katrina McClain Cynthia Cooper Vicki Hall Tammy Jackson Vickie Orr Sonja Henning Medina Dixon Carolyn Jones   | Sovjet-Unie Olga Jevkova Irina Sjevtsjoek Alena Sjvajbovitsj Irina Minch Irina Soemnikova Natalja Zasoelskaja Svetlana Koeznetsova Jelena Mozgovaja Maryna Tkatsjenko Jelena Choedasjova Elen Boenatjants Olesja Barel | Bulgarije Valentine Georgieva Mariana Naidenova Vania Popova Mariana Tchobanova Evlaidia Slavtcheva Polina Tzekova Larissa Sachova Lydia Varbanova Sonia Dragomirova Irena Torolova Silvia Simeonova Krasimira Bannova | Brazilië Hortencia Oliva Nadia Lima Paula Da Silva Roseli Gustavo Vania Teixeira Joycenara Batista Ana Mota Ana Monteiro Janet Arcain Ruth De Souza Ingrid Cabral Simone Pontello                         |
| 5 | 6 | 7 | 8 |
| Australië Robyn Maher Sandy Brondello Joanne Moyle Lucille Hamilton Marina Pearce Tracey Browning Shelley Gorman Michele Timms Jenny Reisener Samantha Thorton Karen Dalton Rachael Sporn | Zuid-Korea Chung Eun-Soon Choi Kyung-Hee Jeong Mi-Kyeong Lim Ae-Kyeong Chun Eun-Sook Seong Jeong-A Yoo Joeng-Ae Lee Hung-Suk Ha Sook-Rye Lee Kang-Hee Seo Kyong-Hwa Cho Mun-Ju                                         | Canada Cori Blakebrough Anna Stammberger Carol Hamilton-Goodale Cynthia Johnston Janet Fowler Andrea Blackwell Karia Karch Kim Bertholet Jodi Evans Lori Clarke Michelle Hendry Merlelynn Lange                        | Tsjecho-Slowakije Iveta Bielikova Eva Kaluzakova Irena Lednicka Zora Brziakova Erika Dobrovicova Irma Valova Zuzana Vasilkova Sona Hudecova Eva Nemcova Renata Hirakova Andrea Chupikova Anna Janostinova |

## Medaillespiegel
| Plaats | Land             | NOC    | Goud | Zilver | Brons | Totaal |
| ------ | ---------------- | ------ | ---- | ------ | ----- | ------ |
| 1      | Verenigde Staten | USA    | 1    | 1      | 0     | 2      |
| 2      | Sovjet-Unie      | URS    | 0    | 1      | 1     | 2      |
| 3      | Joegoslavië      | YUG    | 1    | 0      | 0     | 1      |
| 4      | Bulgarije        | BUL    | 0    | 0      | 1     | 1      |
| Totaal | Totaal           | Totaal | 2    | 2      | 2     | 6      |

Moskou 1986 · Seattle 1990 · Sint-Petersburg 1994 · New York 1998 · Brisbane 2001 · Phoenix 2005